# Kunihiko Nakamura
Kunihiko Nakamura (中村邦彦?, Nakamura Kunihiko; 24 settembre 1939) è un ex cestista giapponese.

## Carriera
Con il Giappone ha partecipato ai Giochi olimpici di Tokyo 1964 e a due Campionati del mondo (1963, 1967).